# Claudia Bertling Biaggini
Claudia Bertling Biaggini (geboren 1960 in Husum) ist eine deutsche Kunsthistorikerin und Kuratorin.

## Leben
Claudia Bertling Biaggini studierte Kunstgeschichte, romanische Philologie und klassische Archäologie an den Universitäten Würzburg und Kiel und wurde 1991 an der Universität Kiel promoviert. In ihrer Heimatregion kümmerte sie sich um die Präsentation des Werks von Ingwer Paulsen. Sie war Stipendiatin des DAAD und ist Preisträgerin der Rolf Linnenkamp-Stiftung.
Bertling Biaggini arbeitet als freiberufliche Kunsthistorikerin in Zürich. Sie kuratiert Ausstellungen und publizierte unter anderem über die italienischen Renaissancemaler Il Pordenone, Lorenzo Lotto, Giorgione und Sebastiano del Piombo.
Bertling Biaggini organisierte zusammen mit Monsignore Stefan Heid und Yvonne Dohna Schlobitten einen Kongress anlässlich des 500. Todestages von Raffael am Campo Santo Teutonico in der Vatikanstadt (u.a. mit Barbara Jatta, Hans Belting und Christoph Luitpold Frommel). Bertling Biaggini ist Mitherausgeberin der Kongressakten. Die Schirmherrschaft übernahm die Deutsche Botschaft in Rom. Der Kongress im Rahmen der nationalen Festlichkeiten in Rom zu ‚Raffael 2020‘ thematisierte Raffaels Tätigkeiten in Rom unter Julius II. und Leo X. 
Im Jahr 2023 erschien ihre Monographie zu Tizian in der Pictor-Reihe ihrer weiteren Monographien. Das Werk ist Teil der Studien zur Kunstgeschichte. Im Frühjahr 2025 erschien das monografische Werk der Autorin über ‚Raffaels Metamorphosen‘ mit einer Untersuchung der Stufetta Bibbiena Raffaels im Apostolischen Palast im Vatikan.
Sie ist mit dem Zürcher Staatsrechtler Giovanni Biaggini verheiratet.

## Schriften (Auswahl)
- Raffaels Metamorphosen in der Stufetta Bibbiena. Schnell & Steiner, Regensburg 2025.
- Tizian – Pictor Poeticus: Zum Phänomen des Diaphanen in seinen Bildern. Olms, Hildesheim 2023.
- Dohna Schlobitten, Claudia Bertling Biaggini, Claudia Cieri Via (Hrsg.): Himmlische und irdische Liebe. Ein anderer Blick auf Raffael. Schnell & Steiner, Regensburg 2023.
- Die Fliege und die Vergänglichkeit. Der Transformationsprozess in der Renaissancekunst am Beispiel von Sebastiano del Piombos „Kardinal Sauli“, in: NZZ, 13. Februar 2016, S. 26.
- Giorgione, pictor et musicus amatus – vom Klang seiner Bilder : eine musikalische Kompositionsästhetik in der Malerei gegen die Aporie der Norm um 1500. Olms, Hildesheim 2011.
- Ingwer Paulsen: Akt – Figur – Bewegung. Husum 2008.
- Lorenzo Lotto: pictor celeberimus. Ein Leben zwischen mystischer Glaubensauffassung und künstlerischer Erneuerungskraft. Olms, Hildesheim 2005.
- Licht und Farben Griechenlands: Ingwer Paulsen auf Reisen mit dem Archäologen Wilhelm Dörpfeld 1928/1929. [Ausstellung in der Archäologischen Sammlung, Universität Zürich (22. Juni – 30. September 2004)], Husum 2004.
- Il Pordenone: pictor modernus. Zum Umgang mit Bildrhetorik und Perspektive im Werk des Giovanni Antonio de Sacchis. Olms, Hildesheim 1999.
- Ingwer Paulsen in Italien: Skizzen und Radierungen zwischen 1906 und 1912. Husum 1997.
- Julien Dinou, Formen der Abstraktion. Turm Schloss Holligen, Bern 1996.
- Die Darstellung der Kreuzabnahme und der Beweinung Christi in der ersten Hälfte des 16. Jahrhunderts. Olms, Hildesheim 1992, Zugl.: Kiel, Univ., Diss., 1991.